# Cooperella subdiaphana
Cooperella subdiaphana är en musselart som först beskrevs av Carpenter 1864.  Cooperella subdiaphana ingår i släktet Cooperella och familjen Petricolidae. Inga underarter finns listade i Catalogue of Life.